# Spermacoce spruceana
Spermacoce spruceana là một loài thực vật có hoa trong họ Thiến thảo. Loài này được Kuntze miêu tả khoa học đầu tiên năm 1898.